# کریستینا مارین
کریستینا مارین (به انگلیسی: Cristina Marin) ژیمناست زادهٔ ۱۰ دسامبر ۱۹۸۱ میلادی اهل کشور رومانی است.